# 엘릭스 스키퍼

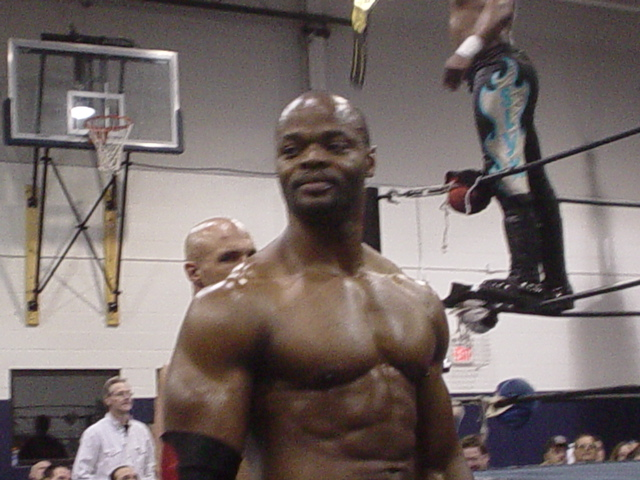

일릭스 스키퍼(Elix Skipper, 1967년 12월 15일 ~ )는 미국의 전 프로레슬링선수다. 키는 184cm 몸무게는 102kg이다. 전에는 TNA에서 활동을 한적도 있었다.